# Galileoana
Galileoana is een kevergeslacht uit de familie van de boktorren (Cerambycidae). De wetenschappelijke naam van het geslacht werd voor het eerst geldig gepubliceerd in 1998 door Chemsak.

## Soorten
Galileoana is monotypisch en omvat slechts de volgende soort:
- Galileoana opaca Chemsak, 1998